# Раух, Фридрих Вильгельм фон (1827)
Фридрих Вильгельм фон Раух (нем. Friedrich Wilhelm von Rauch; 3 января 1827, Потсдам — 25 марта 1907, Шверин, Мекленбург-Шверин) — прусский генерал-лейтенант.

## Происхождение
Родился в 1827 году в Потсдаме. Сын Фридриха Вильгельма фон Рауха-старшего (1790—1850) — генерал-лейтенанта, генерал-адъютанта, многолетнего военного атташе Королевства Пруссия в Российской империи, и графини Лоретты фон Мольтке (1790—1864). Брат прусского генерала от кавалерии Альфреда Бонавентуры фон Рауха (1824—1900), прусского гусарского полковника Эгмонта фон Рауха (1829—1875) и фрейлины русской императрицы Александры Фёдоровны (урождённой принцессы Шарлотты Прусской) Элизы (Елизаветы Фёдоровны) фон Раух (1820–1909), в дальнейшем — супруги обер-егермейстера русского императорского двора графа П. К. фон Ферзена (1800—1884).

## Карьера
Фридрих Вильгельм фон Раух получил образование в кадетском корпусе в Потсдаме, откуда в 1843 году был выпущен унтер-офицером в 6-й кирасирский Императора Всероссийского полк прусской армии, расквартированный в Бранденбурге-на-Гавеле. В мае 1846 года был произведён в поручики — первый офицерский чин. В начале 1851 года был назначен полковым адъютантом. В конце мая 1859 года фон Раух был произведён в капитаны, находясь в той же должности. Отто фон Бисмарк, в то время — прусский посол в Санкт-Петербурге, писал о нем: «Молодой Раух принадлежит к тому типу офицеров, которых я считаю кадровым резервом дипломатии: спокойный ум, доставшийся от отца, и хорошие, но, в то же время, уверенные манеры».
С июня по август 1859 года, во время мобилизации по случаю Сардинской войны (1859), в которой Пруссия в конечном итоге не приняла участия, Раух некоторое время служил командиром эскадрона 6-го тяжелого кавалерийского полка ландвера, а затем — эскадроном 6-го кирасирского полка.
В мае 1860 года Раух начал командовать эскадроном 3-го сводного уланского полка, который в июле 1860 года был развёрнут в 11-й (2-й Бранденбургский) уланский полк. Во время Второй Шлезвигской войны (1864) уланский эскадрон Рауха вошёл во Фленсбург, где он и его солдаты захватили в гавани несколько датских торговых судов, что заставило короля Вильгельма I, по возвращении Рауха в Берлин, представить его своему окружению так: «Посмотрите на человека, который захватил больше кораблей, чем весь прусский флот». За эти действия фон Раух был награжден орденом Красного Орла 4 степени с мечами.
В середине апреля 1866 года Раух был назначен штабным адъютантом 3-го армейского корпуса, а затем адъютантом штаба 1-й армии под командованием генерала от кавалерии принца Фридриха Карла Николая Прусского. Находясь в этой должности, Раух в середине мая того же года был повышен до майора, и, действуя в качестве парламентёра, объявил австрийскому высшему командованию о вступлении прусских войск в Богемию, что фактически означало объявление войны. В ходе последовавшей Австро-прусской войны (1866) Раух сражался под Мюнхенгрецем и под Кениггрецем, за что был награждён орденом Короны 3 степени с мечами.
После заключения мира Раух в конце октября 1866 был переведен во 2-й гвардейский уланский полк, а с началом Франко-прусской войны (1870—1871) был произведён в подполковники и назначен командиром 17-го гусарского полка. Раух успешно сражался во главе полка в битве при Марс-ла-Туре, а в следующей крупной битве — битве при Гравелоте был ранен, но остался в строю.
Награжденный обеими существовавшими в то время степенями Железного креста за свои действия во время Франко-прусской войны, Раух взял отпуск для лечения колена, однако уже в 1872 году вернулся на службу и в том же году был произведён в полковники. В 1876 году он был назначен командиром 14-й кавалерийской бригады, расквартированной в Дюссельдорфе, и в том же году произведён в генерал-майоры (утверждён в этом звании в следующем году). В 1882 году фон Раух был повышен до генерал-лейтенанта и вышел в отставку с пенсией, причём в последующие годы был награждён ещё орденом Красного Орла 2-й степени с мечами и дубовыми листьями (1884) и орденом Короны 1-й степени с мечами по случаю 25-летия битвы при Марс-ла-Туре.
Находясь в отставке, генерал Фридрих Вильгельм фон Раух проживал в Шверине, где скончался в 1907 году.

## Семья
От брака с Катарией (нем. Katharia) фон Бер-Негенданк, заключенного в 1863 году, имел семерых детей — двух дочерей и пятерых сыновей, из которых старший, Альфред фон Раух (1864–1948), дослужился до полковника, а младший, Родерих фон Раух (1882–1914), погиб в ходе Первой мировой войны в чине старшего лейтенанта и должности ротного командира.